# Twin Hawk
Twin Hawk (大旋風, Daisen Pû) est un jeu vidéo de type shoot them up à défilement vertical développé par Toaplan sorti en 1989 sur borne d'arcade. Il a été porté sur Mega Drive et PC Engine en 1990. Une version remaniée, Daisenpu Custom, est sortie en 1991 sur PC Engine au format CD-ROM².